# O’Neal Point
Der O’Neal Point (in Argentinien Cabo Zufriátegui) ist eine Landspitze an der Danco-Küste des Grahamlands auf der Antarktischen Halbinsel. Auf der Ostseite der Arctowski-Halbinsel liegt sie zwischen den Einfahrten von der Wilhelmina Bay zur Beaupré Cove und zur Piccard Cove.
Das Advisory Committee on Antarctic Names benannte sie 2001 nach James D. O’Neal (1926–2008), Kartograph in der Abteilung für Spezialkarten beim United States Geological Survey, der als wissenschaftlicher Beobachter an der 11. Chilenischen Antarktisexpedition (1956–1957) im Gebiet der Südlichen Shetlandinseln und der Antarktischen Halbinsel teilgenommen hatte. Namensgeber der argentinischen Benennung ist der Freiheitskämpfer Pablo Zufriátegui (1783–1840), Leiter des Hafens von Montevideo.